# USS John W. Weeks (DD-701)
O USS John W. Weeks (DD-701) foi um contratorpedeiro norte-americano que serviu durante a Segunda Guerra Mundial.

## Comandantes
| Comandante                       | Data                                    |
| -------------------------------- | --------------------------------------- |
| Cdr. Robert Alfred Theobald, Jr. | 21 de Julho de 1944 - Setembro de 1945? |